# 2 Minutes to Midnight
2 Minutes to Midnight is een single van Iron Maiden. Het nummer verscheen op 6 augustus 1984 en was de eerste single van het album Powerslave. 

## Tracklist
1. "2 Minutes to Midnight" (Adrian Smith, Bruce Dickinson) 6:04
2. "Rainbow's Gold" (Beckett cover) (Terry Slesser, Kenny Mountain)	4:57
3. "Mission from 'Arry" (Steve Harris, Nicko McBrain) 6:43

## Bezetting
- Bruce Dickinson - zang
- Dave Murray - gitaar
- Adrian Smith - gitaar
- Steve Harris - basgitaar
- Nicko McBrain - drums